# Ponte della Pia

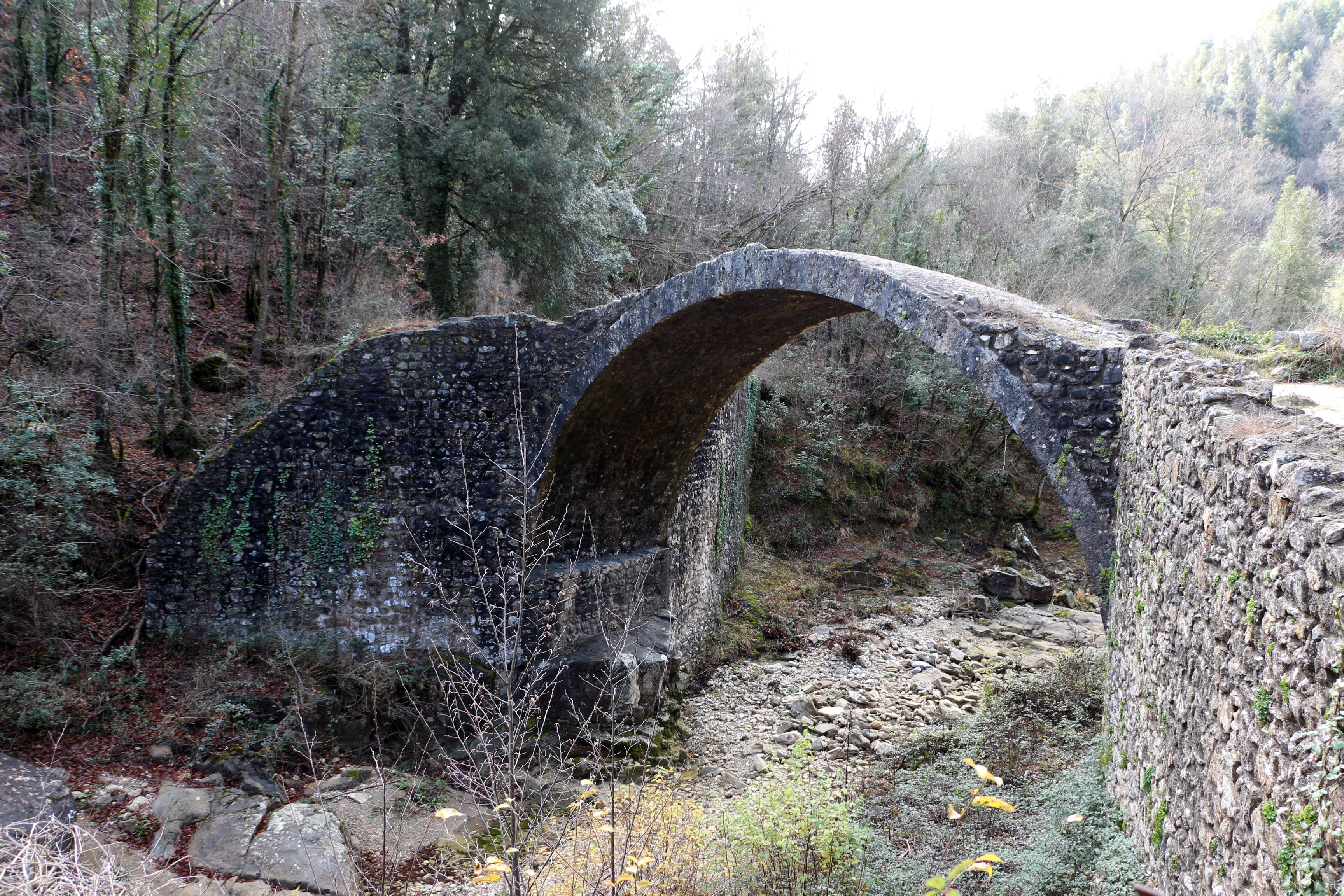
Ponte della Pia

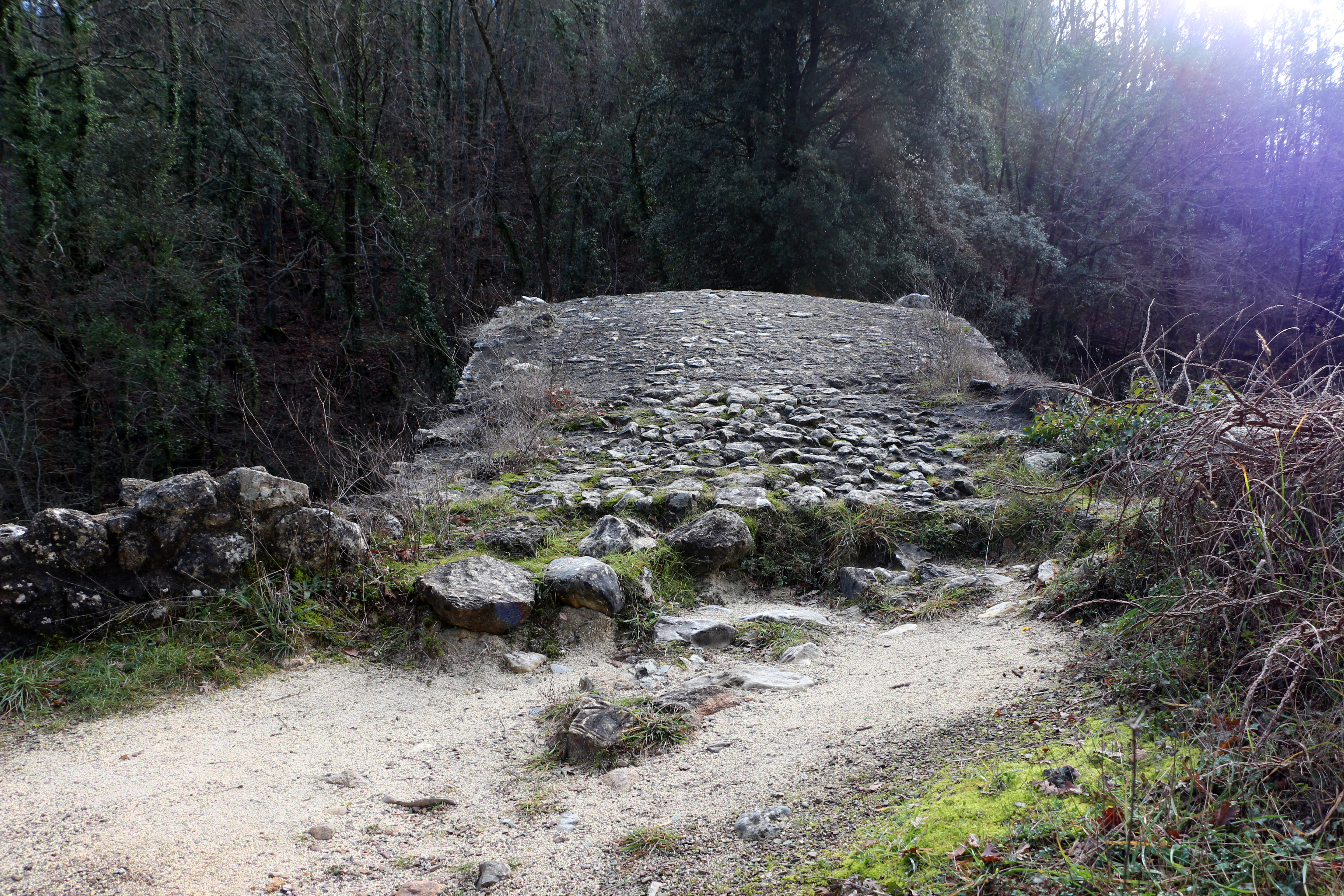
Attraversamento

Il Ponte della Pia è un ponte di origine romana, ricostruito in epoca medievale, che sorge lungo la Strada statale 73 Senese Aretina poco dopo l'abitato di Rosia nel comune di Chiusdino, subito prima del Castello di Montarrenti. 
Fu l'unico ponte risparmiato dalle demolizioni tedesche nel Padule di Stigliano nel 1944, e perciò utilizzato dalle truppe alleate.

## Storia e descrizione
Il ponte, costituito da un'unica arcata e la cui struttura attuale risale ai primi anni del XIII secolo, collega le due rive del torrente Rosia ed in passato ha svolto un ruolo importante lungo il percorso della antica Via Massetana che collegava Siena alla Maremma, ed in particolare alle Colline Metallifere e Massa Marittima, da cui deriva il nome della strada.
Una volta attraversato il ponte ci ritroviamo dall'altro lato della gola dove scorre il torrente e dove si trova la strada, detta “manliana”, ricostruita del corso del XV secolo, che conduce all'Eremo di Santa Lucia a Rosia.
Secondo la tradizione, forse deliberatamente diffusa dai primi commentatori fiorentini di Dante Alighieri, il suo nome deriverebbe da un misterioso personaggio chiamato Pia nel canto V del Purgatorio(130-136) nella Divina Commedia. La giovane aristocratica senese, che si insinua fosse una Tolomei, e della cui sorte, sicuramente cruenta, ancora al tempo di Dante ci si doveva interrogare con scandalo, è messa in relazione con Nello d'Inghiramo Pannocchieschi, che vantava la titolarità di Castel di Pietra. Costui, manifestamente legato a Siena, come dimostra il suo testamento, per poter sposare Margherita Aldobrandeschi, si disse che avrebbe gettato dalla rupe detta "salto della contessa" del suo castello in Maremma la nostra Pia. Nessuna evidenza supporta però questa tesi, suggerita piuttosto per confondere le acque, e lungamente seguita, anche nel XIX secolo, quando si credette di individuare in una Pia Guastelloni, vedova, nel 1290, di Baldo d'Aldobrandino dei Tolomei l'identità della protagonista della storia. 
La realtà, venuta fuori recentemente, stabilisce invece che in realtà la Pia provenisse dai Malavolti, e fosse andata in sposa al signore di Prata, un piccolo vassallo degli Aldobrandeschi, di nome Tollo, forse proprio per suggellare un legame con Siena, che stava cercando, come poi riuscì, di espandersi in Maremma. Costui fu assassinato nel 1285 all'uscita della messa sul sagrato della chiesa dai suoi tre nipoti, mandando all'aria i piani senesi, e così segnando anche il destino della consorte. 
Un'antica abilissima opera di disinformazione, che però costituisce il cuore di molte leggende, sia in Maremma, che qua: si vuole che il fantasma di Pia de' Tolomei appaia sul ponte nelle notti di luna piena, completamente vestito di bianco, e che lo attraversi senza toccare terra.
.

## Citazioni
Il ponte della Pia è stato scenario del celebre film di Mario Monicelli Brancaleone alle crociate, con Vittorio Gassman e Gigi Proietti.